# O. J. Simpson
Orenthal James Simpson (n. 9 iulie 1947, California, SUA – d. 10 aprilie 2024, Las Vegas, Nevada, SUA), poreclit „Juice”, a fost un jucător de fotbal american, actor, purtător de cuvânt și infractor condamnat.

## Biografie
Simpson a jucat în NFL pentru Buffalo Bills din 1969 până în 1977. După retragerea sa din sport a jucat unul dintre rolurile principale în serialul de televiziune HBO 1st & Ten despre echipa fictivă de fotbal american California Bulls din 1986 până în 1991. A devenit cunoscut dincolo de granițele SUA în special pentru rolul detectivului Nordberg din trilogia de comedie The Nake Gun (Un polițist cu explozie întârziată).
El a fost judecat pentru asasinarea fostei sale soții, Nicole Brown Simpson, și a prietenului ei, Ron Goldman. Simpson a fost achitat de crimă în instanța penală, dar ulterior, în anul 1997, a fost găsit responsabil pentru ambele decese într-un proces civil. În 2008 el a fost condamnat la închisoare pentru jaf armat și luare de ostatici. În 2017 a fost eliberat din închisoare.